# Pelléas et Mélisande
|  | Aquest article tracta sobre obra de teatre de Maurice Maeterlinck. Si cerqueu altres obres, vegeu «Pelléas et Mélisande (desambiguació)». |

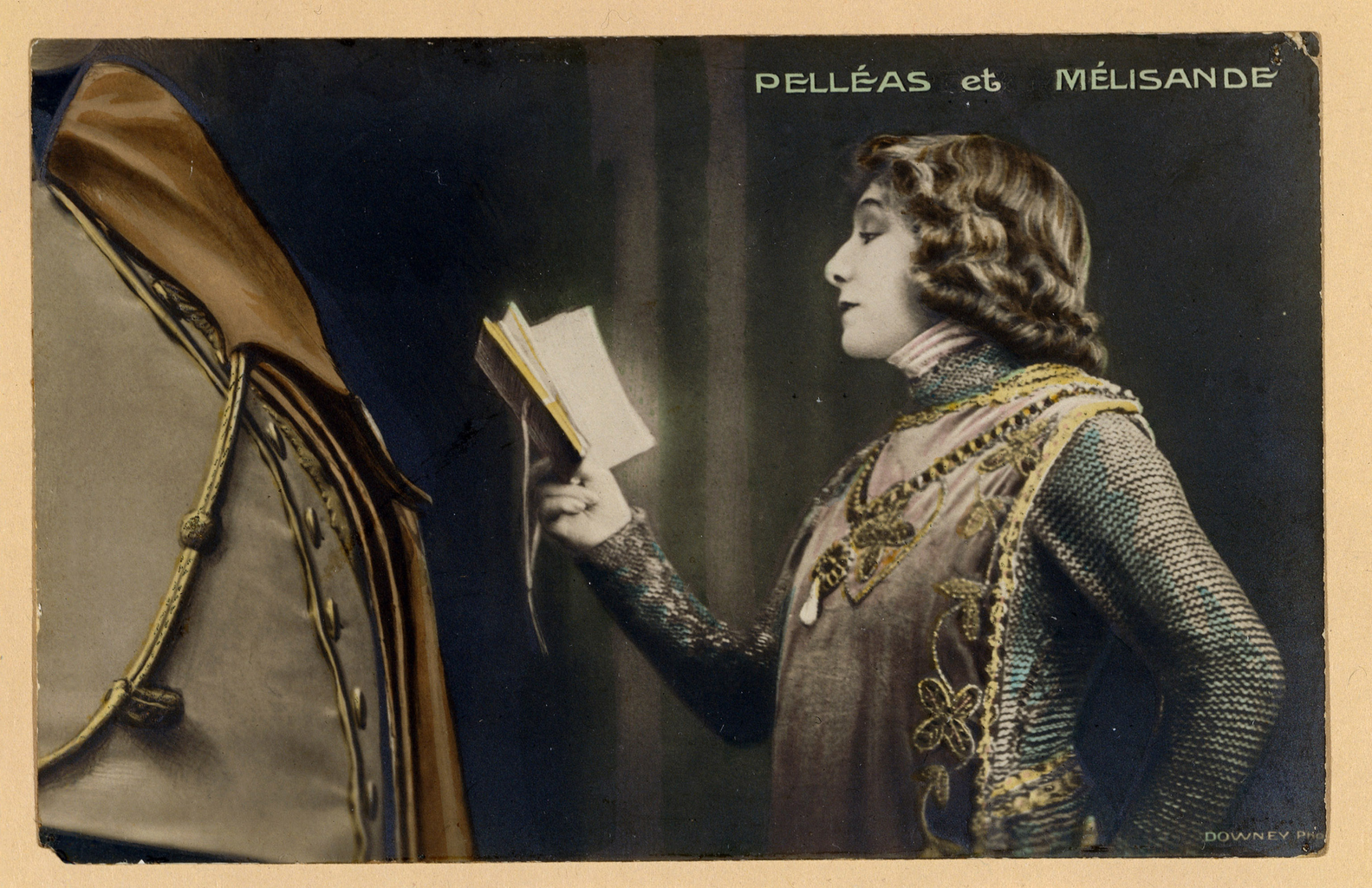
Sarah Bernhardt en Pelléas et Mélisande

Pelléas et Mélisande és un drama simbolista de Maurice Maeterlinck, sobre l'amor prohibit, maleït de la parella de personatges que dona títol a l'obra. Va ser estrenat el 13 de maig de 1893 al Théâtre des Bouffes-Parisiens.

## Personatges
- Arkël, rei d'Allemonde
- Geneviéve, mare de Pelléas i Golaud
- Pelléas, net d'Arkël
- Golaud, net d'Arkël
- Mélisande
- Yniold, fill de Golaud (d'un matrimoni anterior)
- Metge
- Porter
- Servents
- Pidolaires

## Sinopsi
Es tracta d'una història d'amor i de gelosia entre tres personatges: Mélisande, Golaud i Pelléas. Tot comença al castell d'Arkël: Geneviève ha rebut una carta del seu fill Golaud en la qual li anuncia el seu proper matrimoni amb Mélisande, només reba el consentiment del seu avi. Cosa ben estranya al teatre, la trobada entre Golaud i Mélisande es representa després de l'escena comentada adés, tot i que aquella és posterior a la trobada. Aquesta ruptura de la cronologia seria suprimida en l'òpera de Claude Debussy. Aquesta trobada té lloc en un bosc, on Golaud s'ha perdut mentre caçava. Troba Mélisande en plors. Emporuguida, tímida i subjugant, li diu que ha perdut la corona que un personatge misteriós li havia lliurat. Golaud se l'endu amb ell al seu castell, on hi ha el seu germà, Pelléas. Amb el temps Mélisande i Pelléas s'enamoren, però no hi ha més que sobreentesos, només al final confessaran el seu amor, un amor que és absolutament virginal, com correspon al càndid caràcter d'aquests joves. Ací l'amor es declara en "veu baixa": l'escena de la confessió (IV, 4) coincideix amb el súmmum de la passió entre tots dos personatges que tracta d'expressar-se, en sentit etimològic, tot cercant una sortida d'aquells dos cossos presoners dels convencionalismes socials. Aquesta única efusió passional és reprimida per Golaud amb la sang de Pelléas. A l'acte V, Mélisande ha donat a llum una filla, però els esdeveniments superen Mélisande, qui mor, no de la lleu ferida que Golaud li ha fet al braç, sinó d'aquella, inguarible i incommensurable que aquest li ha fet al seu cor i al seu esperit en matar Pelléas.

## Comentari
L'edat mitjana està plena d'històries amor, impossibles a causa dels convencionalismes. Si el segle xix és el segle que va redescobrir l'edat mitjana, la representació escènica d'aquella època es farà segons l'escriptura teatral contemporània. Així, per exemple, el segle xiv de Prosper Mérimée en la seua obra La Jacquerie, dona testimoni de l'interès creixent en l'edat mitjana, però també d'una recerca dramatúrgica en el marc del naixement del drama romàntic. Passa el mateix amb el drama de Maeterlinck, aquesta (encisadora, malgrat tot) història d'amor impossible i de gelosia és el suport d'una dramatúrgia que els historiadors anomenen simbolista. L'obra de teatre de Maurice Maeterlinck, amic dels portaveus d'aquest moviment de les acaballes del segle XIX; Jean Moréas i René Ghil, és una variació sobre la visió. La principal característica dramatúrgica de l'obra és la penombra, aquesta feble lluminositat cobreix el pecat d'aquests amants que no han de ser vist, però alhora permet atènyer un nivell superior de visió. Sempre podem veure en els fenòmens d'aquest món allò que semblen, però en un lloc tan fosc, aquest nivell inferior de visió es fa impossible, i cal elevar-se al nivell simbolista de visió i mirar a través i més enllà dels fenòmens.

## Obres musicals que ha inspirat
Diversos compositors s'han inspirat en el drama del poeta belga:
- Gabriel Fauré, va compondre música incidental per a l'obra, l'any 1898: suite per a orquestra opus 80), Pelléas et Mélisande
- Jean Sibelius, també va compondre'n música incidental (opus 46),
- William Wallace, l'any 1900, va compondre una suite orquestral
- Pelléas et Mélisande, òpera de Claude Debussy (1902),
- Arnold Schönberg, l'any 1903, va compondre'n un poema simfònic del mateix títol (opus 5).

## Altres adaptacions
- Hi ha una adaptació al còmic, feta per P. Craig Russell.